# Barry Trapp
Pour les articles homonymes, voir Trapp.
Barry Trapp (né le 14 août 1941 à Balcarres, dans la province de la Saskatchewan au Canada) est un joueur professionnel canadien de hockey sur glace.

## Carrière

### Joueur
Il commence sa carrière en 1960 avec les Millionaires de Melville dans la Ligue de hockey junior de la Saskatchewan.

## Entraîneur
- Pats de Regina (1982-1984)
- Warriors de Moose Jaw (1985-1986)

## Statistiques
| Saison    | Équipe                   | Ligue |    | Saison régulière | Saison régulière | Saison régulière | Saison régulière | Saison régulière |   | Séries éliminatoires | Séries éliminatoires | Séries éliminatoires | Séries éliminatoires | Séries éliminatoires |
| Saison    | Équipe                   | Ligue | PJ | B                | A                | Pts              | Pun              | PJ               | B | A                    | Pts                  | Pun                  |                      |                      |
| 1960-1961 | Millionaires de Melville | LHJS  | -  | -                | -                | -                | -                | -                | - | -                    | -                    | -                    |                      |                      |
| 1962-1963 | Americans de Rochester   | LAH   | 69 | 1                | 9                | 10               | 49               | 2                | 0 | 0                    | 0                    | 0                    |                      |                      |
| 1963-1964 | Invaders de Denver       | WHL   | 40 | 0                | 6                | 6                | 24               | -                | - | -                    | -                    | -                    |                      |                      |
| 1963-1964 | Americans de Rochester   | LAH   | 8  | 0                | 0                | 0                | 6                | -                | - | -                    | -                    | -                    |                      |                      |
| 1964-1965 | Oilers de Tulsa          | CPHL  | 23 | 0                | 7                | 7                | 24               | 11               | 0 | 3                    | 3                    | 16                   |                      |                      |
| 1964-1965 | Maple Leafs de Victoria  | WHL   | 21 | 1                | 3                | 4                | 24               | -                | - | -                    | -                    | -                    |                      |                      |
| 1965-1966 | Oilers de Tulsa          | CPHL  | 21 | 0                | 2                | 2                | 8                | 3                | 0 | 0                    | 0                    | 0                    |                      |                      |
| 1966-1967 | Oilers de Tulsa          | CPHL  | 38 | 1                | 6                | 7                | 33               | -                | - | -                    | -                    | -                    |                      |                      |

## Parenté dans le sport
- Père de Doug Trapp et grand-père de Bear Trapp[2].